# Domenico Lucano
Domenico Lucano, född 31 maj 1958, är en italiensk kemilärare och lokalpolitiker. 
Domenico Lucano fick som borgmästare i kommunen Riace i Kalabrien stor uppmärksamhet i hela världen under migrationskrisen 2015 för sin kommuns ansträngningar att permanent härbärgera flyktingar. Av omkring 6 000 flyktingar som Riace mottagit under många år, har omkring 550 flyktingar blivit permanent bosatta i den tidigare tillbakagående orten med 1 800 invånare. Domenico Lucano tog initiativet till mottagandet av flyktingar i Riace 1998.
Domenico Lucano fick Dresdenpriset 2017.
Den 2 oktober 2018 greps Domenico Lucano misstänkt för att bland annat ha främjat illegal invandring och olagligen tilldelad sopkontrakt till lokala organisationer som anställer invandrare. Han blev senare satt i husarrest misstänkt för att ha arrangerat ett skenäktenskap och till slut har han blivit förvisad från Riace, trots att han fortfarande är borgmästare.